# Grothendiecks spårformel
Inom matematiken är Grothendiecks spårformel en formel som uttrycker antalet punkter på en varietet över en ändlig kropp i termer av spåret av Frobeniusendomorfin på dess kohomologigrupper. Det finns flera generaliseringar: Frobeniusendomorfin kan ersättas med en mer allmän endomorfi, så att punkterna över en ändlig kropp ersätts med dess fixpunkter, eller alternativt kan man utveckla en formel för kärven över en varietet, så att kohomologigrupperna ersätts med kohomologin med koefficienter i kärven. 
Grothendiecks spårformel är en analogi i algebraisk geometri av Lefschetzs fixpunktformel in algebraisk topologi. 
En användning av Grothendiecks spårformel är att uttrycka zetafunktionen av en varietet över en ändlig kropp, eller mer allmänt L-funktionen av ett kärve som summan över spår av Frobeniusendomorfin på kohomologigrupper. Detta är ett av stegen i beviset av Weilförmodandena.   
Behrends spårformel generaliserar formeln till algebraiska stackar.